# Храм Николая Чудотворца (Звенигово)
Церковь Николая Чудотворца — действующий храм города Звенигово республики Марий Эл. Относится Луговомарийскому благочинию Йошкар-Олинской епархии.
Первый деревянный храм с престолом честь святителя Николая Чудотворца в городе (тогда селе) Звенигово был построен в 1877 году на средства пароходного общества «Дружина», внутреннее убранство церкви приобрели на пожертвования рабочих Звениговского затона.
Сначала Никольская церковь была приписана к Троицкому храму села Красный Яр, после 1901 года приход стал самостоятельным.
Вскоре деревянная церковь сгорела, и в 1910 году был построен новый каменный храм. На месте сгоревшего храма была построена часовня.
При храме имелось одноклассное училище, в 1904 году в нём обучалось 50 мальчиков и 38 девочек.
В 1931 году советские власти в Звенигове закрыли храм. В период Великой Отечественной войны его здании находилась казарма, здесь ночевали новобранцы перед отправкой на фронт, в 50-е годы в храме разместился Дом пионеров.
В 1990 году храм был передан верующим, началось его восстановление.
С апреля 2014 года настоятелем храма является иерей Антоний Блинов. При приходе работает воскресная школа как для детей, так и взрослых, библейский кружок, проводятся массовые мероприятия.